# Mazurka der Liebe
Mazurka der Liebe ist eine deutsche Operettenverfilmung der DEFA von Hans Müller aus dem Jahr 1957. Sie beruht auf Carl Millöckers Operette Der Bettelstudent.

## Handlung
Polen im Jahr 1704: Der Student Simon zieht musizierend mit seiner Gitarre durch das Land, als er auf einem Feldweg eine Kutsche aufhält, deren Pferde vor unweit ertönenden Schüssen durchgegangen waren. Bald kommt der polnische Freiheitskämpfer Jan auf der Flucht vor den kursächsischen Soldaten des Königs zur Kutsche gerannt und Simon versteckt ihn im Kutschkasten. In der Kutsche befindet sich die Gräfin Kowalska mit ihren Töchtern Laura und Bronislawa – beide Männer verlieben sich in die Töchter, küssen die durch die Aufregung ohnmächtig gewordenen jungen Frauen und lassen sich im Kutschkasten bis nach Krakau mitnehmen. Hier soll die Gräfin mit ihren Töchtern an einem Empfang des Adeligen Ollendorf teilnehmen, dem von August dem Starken eingesetzten Gouverneur Polens. Auf dem Fest tanzen Laura und Simon sowie Bronislawa und Jan zusammen. Laura wird von Ollendorf zum Tanz gebeten, an dessen Ende Ollendorf Laura auf die Schulter küsst. Gräfin Kowalska ist entsetzt und schlägt Ollendorf mit ihrem Fächer – ihre Tochter dürfe nur ein hochadeliger Pole küssen und kein Sachse. Da Simon und Jan zu lachen beginnen und bald der ganze Saal den Gouverneur auslacht, wirft der die beiden Männer ins Gefängnis.
Am nächsten Tag hat der Gouverneur die Schmach des Fächerschlags immer noch nicht verwunden und sinnt auf Rache an der Gräfin. Er hat einen Plan: Simon soll sich der Gräfin als Fürst vorstellen und sie innerhalb von 24 Stunden dazu bringen, ihn zu heiraten. Schafft er es, kommt er frei. Schafft er es nicht, werden er und Jan hingerichtet. Widerwillig stimmt Simon dem Plan zu, weiß er doch, dass Jans Männer längst einen Plan haben, um den Gouverneur aus dem Land zu jagen. Da sämtliche Gefangene bei der falschen Hochzeit als ebenso falsche Untertanen Simons anwesend sein sollen, begehen Jans Männer nun kleinere Straftaten, um schnell ins Gefängnis zu kommen. Simon wirbt unterdessen erfolgreich um die Gräfin, widmet sich jedoch anschließend mit Jan, der als sein Schreiber fungiert, um seine zukünftigen „Töchter“. Beide Paare unternehmen eine Bootsfahrt zu einer einsamen Insel auf einem See, und die Gräfin, die ihnen folgt, bleibt schließlich allein auf der Insel, wo sie auch die Nacht verbringt. Am nächsten Morgen soll die Hochzeit stattfinden, doch fehlt von der Gräfin jede Spur. Laura und Bronislawa, die von Simon und Jan längst in die Machenschaften des Gouverneurs eingeweiht wurden, retten die Situation. Statt der Gräfin führt Simon seine Geliebte Laura verschleiert vor den Altar und wird mit ihr vermählt. Noch ehe der Gouverneur triumphieren kann, erscheint die Gräfin, die unterdessen von ihrem Diener von der Insel geholt wurde, in der Kirche. Das Chaos ist perfekt, als sich auf ein Signal hin alle „Untertanen“ Simons ihrer Verkleidung entledigen und nun als polnische Freiheitskämpfer gegen die kursächsische Armee kämpfen. Sie besiegen die Kursachsen und den Gouverneur, die nun aus dem Land vertrieben werden. Die Hochzeitsfeier jedoch geht anschließend mit Musik und Tanz bis in die Nacht weiter.

## Produktion

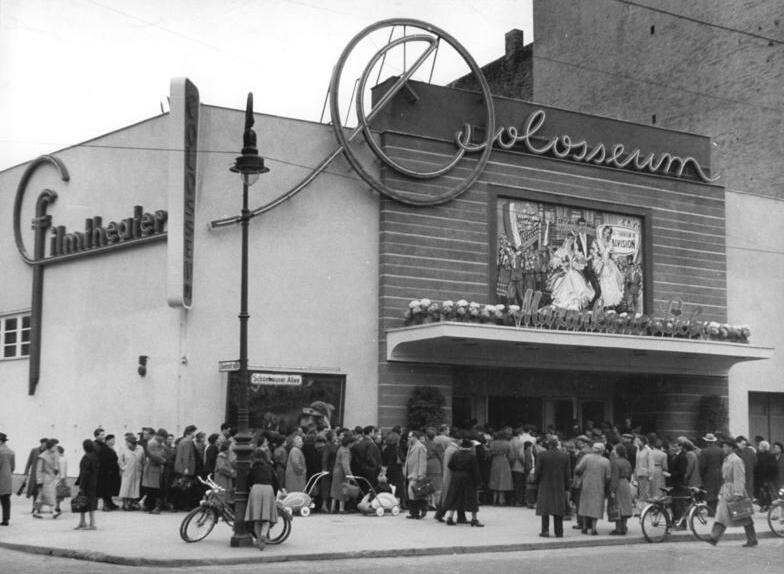
Das Colosseum bei der Neueröffnung mit dem Filmplakat und dem Verweis zu Mazurka.

Mazurka der Liebe war der erste DEFA-Film, der im Totalvision-Verfahren gedreht und aufgeführt wurde. Um den Film adäquat auf die Premierenleinwand zu bringen, wurde extra das Berliner Colosseum umgebaut. Die Premiere fand schließlich anlässlich der Wiedereröffnung des Colosseum am 2. Mai 1957 statt.
Ursprünglich hatte man geplant, die Rolle der Gräfin Kowalska mit Marika Rökk zu besetzen. Die Pläne zerschlugen sich jedoch, sodass stattdessen Jarmila Kšírová die Rolle übernahm. Der Arbeitstitel Der Bettelstudent wurde während der Dreharbeiten 1956 aufgegeben, weil die BRD 1956 bereits eine eigene Verfilmung der Millöcker-Operette unter dem Titel Der Bettelstudent in die Kinos brachte. „Mazurka“ verweist dabei auf den Volkstanz, der im Film zu Beginn auf der Feier des Gouverneurs getanzt wird.

## Kritik
Die zeitgenössische Kritik stellte fest, dass Drehbuchautor Kuhnert, Komponist Natschinski und Regisseur Müller Millöckers Operette „wohl die Grundhaltung und seine Melodien entnahmen, aber für den Film die Fabel verdichteten und die Melodien moderner interpretierten. Worüber Millöcker in seinem Musenhimmel sicherlich nicht böse wäre, denn Musik, Tanz, Schwung und Rhythmik auch in der Bildkomposition Karl Plintzners verschmelzen zu einem geschlossenen Ganzen.“
Das Lexikon des internationalen Films befand, dass „die im psychologischen Detail wenig einfallsreiche Inszenierung […] den Schwerpunkt auf Ausstattung, bunte Massenszenen und schwungvolle Tänze [legt].“ Ralf Schenk nannte den Film eine holprige, „fast fragmentarisch wirkende Operettenadaption“. Der Evangelische Film-Beobachter zog das Fazit, dass der Film eine „leichte Unterhaltung“ biete, die „hauptsächlich von Aufwand, Musik, Tanz und Kolorit“ lebe.